# Conchyliologie
 (octobre 2016).
Si vous disposez d'ouvrages ou d'articles de référence ou si vous connaissez des sites web de qualité traitant du thème abordé ici, merci de compléter l'article en donnant les références utiles à sa vérifiabilité et en les liant à la section « Notes et références ».
La conchyliologie [kɔ̃kiljɔlɔʒi] est la branche de l'histoire naturelle consacrée à l'étude des mollusques à coquille, y compris les limaces, qui ont perdu leur coquille au cours de l'évolution.
Le préfixe du mot est dérivé du latin concha (qui signifie coquillage mais aussi récipient en forme de coquillage) lui-même dérivé du grec konkhê (désignant toutes sortes d'objets ayant une analogie de forme). L'on retrouve la même origine dans le mot conque.
Elle complète la teuthologie, qui traite des mollusques sans coquille.
- La malacologie s'intéresse à l'ensemble des mollusques, avec ou sans coquille.